# زناتا کلمن
زناتا کلمن (انگلیسی: Zenatha Coleman؛ زادهٔ ۲۵ سپتامبر ۱۹۹۳) بازیکن فوتبال اهل لیتوانی است.
از باشگاه‌هایی که در آن بازی کرده‌است می‌توان به باشگاه فوتبال زنان والنسیا اشاره کرد.
وی همچنین در تیم ملی فوتبال Namibia بازی کرده‌است.